# نبرد صخره‌های سرخ
نبرد صخره‌های سرخ که با نام نبرد چیبی نیز شناخته می‌شود، یک نبرد دریایی تعیین‌کننده در چین بود که در زمستان ۲۰۸–۲۰۹ پس از میلاد روی داد.  این جنگ در رودخانه یانگ تسه بین نیروهای جنگ سالاران که بخش‌های مختلف کشور را کنترل می‌کردند در اواخر سلسله هان درگرفت. نیروهای متحد سون کوان، لیو بی، و لیو چی مستقر در جنوب یانگ تسه، نیروهای برتر از نظر عددی جنگ‌سالار شمالی سائو سائو را شکست دادند. با انجام این کار، لیو بی و سون کوان از تسخیر جنوب یانگ تسه توسط سائو سائو جلوگیری کردند و تلاش‌های سائو سائو را برای اتحاد مجدد سرزمین‌هایی که قبلاً در اختیار سلسله هان شرقی بود ناکام گذاشتند.
پیروزی متفقین در صخره‌های سرخ، بقای لیو بی و سون کوان را تضمین کرد و کنترل یانگ تسه را در اختیار آنها قرار داد و مرزهای قابل دفاعی را ایجاد کرد که بعداً به عنوان پایه ای برای دودمان‌های شو هان و وو شرقی در دوره سه پادشاهی (۲۸۰–۲۲۰) شد. مورخان در تلاش خود برای بررسی جدول زمانی وقایع در صخره سرخ به نتایج متفاوتی رسیده‌اند. مکان میدان نبرد همچنان موضوع بحث است:  بیشتر محققان یا مکانی در جنوب غربی ووهان کنونی، یا مکانی در شمال شرقی باکیو در یویانگ، هونان کنونی را به عنوان مکان‌های نامزد احتمالی برای نبرد در نظر می‌گیرند.

## زمینه
در اوایل قرن سوم، سلسله هان، که نزدیک به چهار قرن قدمت داشت، در حال فروپاشی بود. امپراتور شیان از سال ۱۸۹ یک شخصیت تشریفاتی بود و هیچ کنترلی بر جنگ‌سالاران منطقه نداشت. سائو سائو یکی از قدرتمندترین جنگ‌سالاران بود. او میزبان امپراتور در پایتختش در یه بود که علاوه بر مشروعیت، مقداری کنترل بر امپراتور را به او داد. در سال ۲۰۰ او رقیب اصلی خود یوان شائو را در گواندو شکست داد و شمال چین را دوباره متحد کرد و کنترل دشت چین شمالی را به دست آورد. در زمستان ۲۰۷ او با شکست دادن مردم ووهوان در نبرد کوه سفید گرگ جناح شمالی خود را ایمن کرد. پس از بازگشت به یه در سال ۲۰۸، سائو سائو به توصیه خودش به عنوان صدراعظم منصوب شد که عملاً کنترل دولت امپراتوری را به او داد. 
مبارزات جنوبی سائو سائو اندکی پس از آن در پاییز ۲۰۸ آغاز شد.  بخش یانگ تسه که از استان جینگ می‌گذرد اولین هدف بود. تسخیر پایگاه دریایی در جیانگ لینگ و کنترل نیروی دریایی استان یانگ تسه برای دسترسی امن به جنوب ضروری بود.  جنگ سالاران لیو بیائو و سون کوان با او مخالفت کردند. لیو بیائو، فرماندار جینگ، یانگ تسه را در غرب دهانه رودخانه هان، که تقریباً قلمرو اطراف شهر شیاکو و در جنوب را در بر می‌گرفت، کنترل می‌کرد. سان کوان یانگ تسه در شرق هان و نواحی جنوب شرقی مجاور آن را تحت کنترل داشت.  لیو بی، یکی دیگر از جنگ‌سالاران، در فانچنگ بود که با لیو بیائو از شمال شرق پس از یک توطئه ناموفق برای ترور سائو سائو و بازگرداندن قدرت امپراتوری گریخت. 
در ابتدا، سائو سائو به موفقیت سریعی دست یافت. جینگ در وضعیت بدی قرار داشت. ارتش آن از درگیری با سون کوان در جنوب خسته شده بودند.  علاوه بر این، به دلیل اینکه پسران لیو بیائو، لیو چی بزرگتر و لیو کونگ کوچکتر، به دنبال جانشینی پدر خود بودند، اختلاف سیاسی وجود داشت. لیو کونگ پیروز شد و لیو کی به فرماندهی جیانگ شیا تنزل یافت.  لیو بیائو تنها چند هفته بعد بر اثر بیماری درگذشت. لیو کونگ تسلیم یک سائو سائو در حال پیشروی شد و به او یک ناوگان قابل توجه و جیانگ لینگ به عنوان پایگاه عملیاتی روبه‌رو شد. 
پیشروی سائو سائو، لیو بی را مجبور به عقب‌نشینی فوری به سمت جنوب کرد که با پناهندگان همراه بود و توسط سواره نظام نخبه سائو سائو تعقیب می‌شد. لیو بی در نبرد چانگبان محاصره شد و قاطعانه شکست خورد اما به سمت شرق به شیاکو گریخت و در آنجا با لو سو فرستاده سون کوان در ارتباط بود. گزارش‌های تاریخی متناقض هستند: لو سو ممکن است با موفقیت لیو بی را تشویق کرده باشد تا به سمت شرق به سمت فانکو حرکت کند (الگو:Lzh، نزدیک ازو امروزی، هبئی). در هر صورت، لیو بی بعداً به لیو چی ملحق شد و از جیانگ شیا مالیات گرفت.
مشاور اصلی لیو بی، ژوگه لیانگ، به چایسانگ (جیوجیانگ امروزی، جیانگشی) برای مذاکره با سون کوان علیه سائو سائو فرستاده شد.  ژوگه لیانگ به سون کوان گفت که لیو بی و لیو چی هر کدام ۱۰٬۰۰۰ نیرو دارند. این اعداد ممکن است اغراق‌آمیز بوده باشند، اما هر چقدر هم که این زوج نیرو بزرگی را به کار بردند، در یک نبرد مستقیم با سائو سائو همخوانی نداشت.  قبل از ورود ژوگه لیانگ، سون کوان نامه ای از سائو سائو دریافت کرد. در آن سائو سائو ادعا کرد که یک ارتش ۸۰۰٬۰۰۰ نفری دارد و اشاره کرد که می‌خواهد سون کوان تسلیم شود. ژانگ ژائو، منشی ارشد سون کوان، از تسلیم شدن بر اساس اختلاف نیروها حمایت کرد. ژوگه لیانگ توسط لو سو و ژو یو، فرمانده ارشد سون کوان حمایت می‌شد. سون کوان با اتحاد موافقت کرد. او در حین مجلس گوشه ای از میز خود را برید و گفت: «هرکسی که هنوز جرأت کند برای تسلیم استدلال کند، مانند این میز [رفتار] خواهد شد.» به ژو یو، چنگ پو و لو سو ۳۰٬۰۰۰ مرد اختصاص داده شد و برای کمک به لیو بی فرستاده شدند.  با ۲۰٬۰۰۰ سرباز لیو بی، اتحاد تقریباً ۵۰٬۰۰۰ نیرو داشت که آموزش دیده و برای نبرد آماده شده بودند. 
ژو یو نیروهای سائو سائو را نزدیک به ۲۳۰٬۰۰۰ تخمین زد.  این شامل ۷۰ تا ۸۰ هزار نفر بود که از یانگ تحت تأثیر قرار گرفتند و روحیه و وفاداری آنها به سائو سائو نامشخص بود.  نیروی تهاجم سائو سائو شامل افراد غیر جنگی نیز می‌شد: نه تنها کسانی که در تدارکات و ارتباطات کار می‌کردند، بلکه همسران و فرزندان برخی از سربازان نیز بودند. 

## نبرد

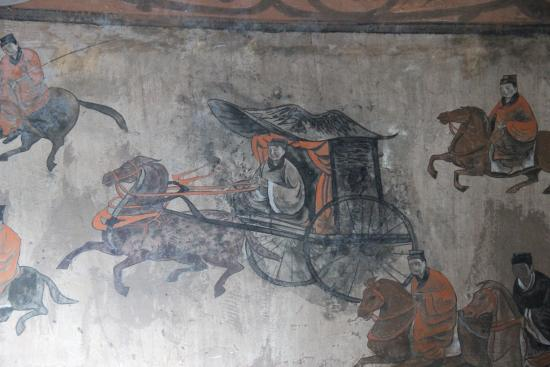
نقاشی دیواری مربوط به اواخر سلسله هان شرقی (۲۵–۲۲۰ پس از میلاد) که ارابه‌ها و سواره نظام را به تصویر می‌کشد - مقبره داهوتینگ، ژنگژو، هنان

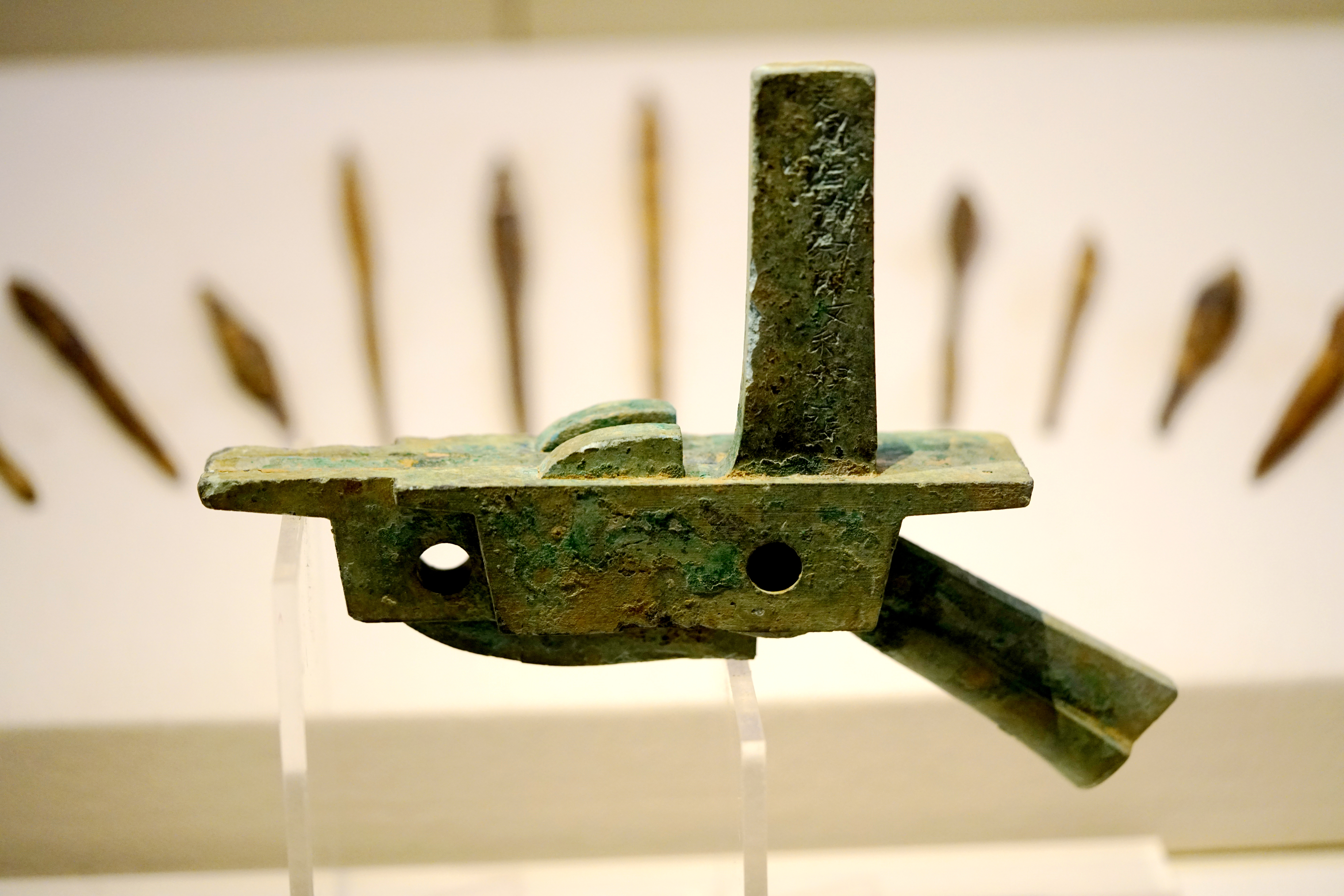
یک ماشه کمان پولادی با کتیبه‌هایی که در شهر چیبی - موزه شهر شیانینگ، هبئی کشف شد

نبرد صخره‌های سرخ با تلاش نیروهای سائو سائو برای ایجاد یک پل در سراسر یانگ تسه آغاز شد که شکست خورد. سپس هر دو طرف به مواضع خود در هر دو ساحل یانگ تسه عقب‌نشینی کردند. به دنبال آن، یک درگیری دریایی در خود رودخانه آغاز شد که با حمله زمینی متفقین همراه بود. این سکانس تعیین‌کننده بود و نیروهای سائو سائو شکست خوردند. در خلال عقب‌نشینی بعدی، مردان سائو سائو در گل و لای گرفتار شده بودند و به شدت از بیماری رنج می‌بردند. سائو سائو در نهایت پس از رسیدن به گذرگاه هوارونگ موفق به فرار شد. 
نیروهای ترکیبی سون-لیو از شیاکو یا فانکو به سمت صخره‌های سرخ حرکت کردند و در آنجا با نیروی پیشتاز سائو سائو روبرو شدند. افراد سائو سائو که به دلیل سلسله راهپیمایی‌های اجباری در لشکرکشی طولانی‌مدت جنوب انجام داده بودند، گرفتار بیماری و روحیه ضعیف بودند،  افراد سائو سائو نتوانستند در زد و خورد کوچکی که پیش آمد مزیتی کسب کنند و بنابراین او به وولین، در شمال منطقه رودخانه و متحدان به سمت جنوب عقب‌نشینی کردند. 
سائو سائو کشتی‌های خود را به عقب زنجیر کرده بود، احتمالاً با هدف کاهش دریازدگی در نیروی دریایی خود، که عمدتاً از شمالی‌هایی تشکیل شده بود که عادت به زندگی در کشتی‌ها نداشتند. نیروهای هیوآنگ گای سوار بر کشتی‌هایشان به سمت جنوب رودخانه حرکت می‌کنند ولی زمانی که به میانهٔ رودخانه می‌رسند، نیروهای هیو آنگ گای بدون آنکه همه خدمه کشتی‌ها سوار قایق شوند، شروع به آتش زدن کشتی‌ها کردند ولی ناگهان باد مخالف شروع به وزیدن کرد و باعث شد آنها سمت ناوگان دریایی سائو سائو بروند و بسیاری از سربازان و اسب‌ها یا به وسیلهٔ آتش زنده زنده سوزانده یا در دریا غرق شدند. 
پس از شوک اولیه، ژو یو و متحدان یک نیروی مسلح سبک را رهبری کردند تا از این حمله بهره ببرند. ارتش شمال در سردرگمی فرورفت و کاملاً شکست خورد. سائو سائو با مشاهده این وضعیت ناامیدکننده، دستور عقب‌نشینی عمومی را صادر کرد و تعدادی از کشتی‌های باقی مانده خود را قبل از عقب‌نشینی ویران کرد. 
ارتش سائو سائو تلاش کرد در امتداد جاده هوارونگ عقب‌نشینی کند، از جمله یک مسیر طولانی که از میان زمین‌های باتلاقی شمال دریاچه دانگتینگ می‌گذشت. باران شدید جاده را چنان دچار آسیب کرده بود که بسیاری از سربازان بیمار مجبور بودند دسته‌های علف را روی پشت خود حمل کنند و از آنها برای پر کردن جاده استفاده کنند تا سواران بتوانند از آن عبور کنند. بسیاری از این سربازان در گل غرق شدند یا در تلاش زیر پا گذاشته شدند. متحدان، به رهبری ژو یو و لیو بی، بر روی زمین و آب تعقیب کردند تا به فرماندهی نان رسیدند، این امر همراه با قحطی و بیماری، نیروهای باقی مانده سائو سائو را نابود کرد. سپس سائو سائو به سمت شمال به پایگاه خانه خود یعنی یچنگ عقب‌نشینی کرد و سائو رن و زو هوانگ را برای محافظت از جیانگ لینگ، یو جین مستقر در شیانگ یانگ و من چونگ در دانگ یانگ باقی گذاشت. 
ضد حمله متفقین ممکن بود سائو سائو و نیروهایش را کاملاً شکست دهد. با این حال، عبور از رودخانه یانگ تسه به هرج و مرج تبدیل شده بود، زیرا ارتش متفقین در ساحل رودخانه گرد هم آمدند و بر سر تعداد محدود کشتی جنگیدند. برای برقراری نظم، یک گروه به رهبری ژنرال سون کوان، گان نینگ، یک پل در ییلینگ به سمت شمال ایجاد کرد و تنها یک اقدام محافظه‌کار قاطعانه توسط سائو رن مانع از فاجعه بیشتر شد.

## تحلیل و بررسی

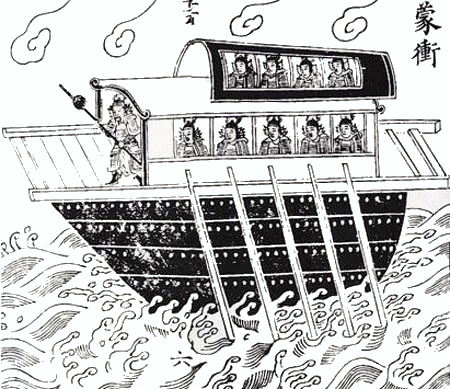
تصویری از یک منگ‌چونگ، یک کشتی جنگی تهاجمی که در نبرد مورد استفاده قرار می‌گیرد و با چرم پوشانده شده بود و برای شکستن خطوط دشمن طراحی شده بود.

ترکیبی از اشتباهات استراتژیک سائو سائو و اثربخشی نیرنگ هوانگ گای به پیروزی متفقین در نبرد صخره‌های سرخ منجر شد. ژو یو مشاهده کرده بود که ژنرال‌ها و سربازان سائو سائو عمدتاً سواره نظام و پیاده‌نظام بودند و تعداد کمی از آنها تجربه ای در جنگ دریایی داشتند. سائو سائو همچنین در میان مردم استان جینگ از حمایت کمی برخوردار بود و به همین دلیل فاقد پایگاه عملیاتی پیشروی امن بود.  علیرغم تیزبینی استراتژیکی که سائو کائو در مبارزات و نبردهای قبلی از خود نشان داده بود، در این مورد به سادگی فرض کرده بود که برتری عددی در نهایت نیروی دریایی سون و لیو را شکست خواهد داد. اولین اشتباه تاکتیکی سائو سائو تبدیل ارتش عظیم پیاده‌نظام و سواره نظام خود به نیروی دریایی بود. تنها چند روز تمرین قبل از نبرد، نیروهای سائو سائو به دلیل دریازدگی و عدم تجربه در مورد آب ضعیف شدند. بیماری‌های استوایی که جنوبی‌ها تا حد زیادی از آن مصون بودند نیز در اردوگاه‌های سائو سائو شایع بودند. با وجود اینکه افراد سائو سائو بسیار زیاد بودند، قبلاً از محیط ناآشنا و لشکرکشی گسترده به جنوب خسته شده بودند، همان‌طور که ژوگه لیانگ مشاهده کرد: «حتی یک تیر قدرتمند در انتهای پرواز خود نمی‌تواند به پارچه ابریشمی نفوذ کند.» 
یکی از مشاوران کلیدی، جیا ژو، پس از تسلیم لیو کونگ، توصیه کرده بود که به ارتش‌هایی که مالیات بیش از حد دریافت کرده‌اند، قبل از درگیر شدن با ارتش‌های سون کوان و لیو بی، زمانی برای استراحت و تکمیل مجدد داده شود، اما سائو سائو این توصیه را نادیده گرفت.  افکار خود سائو سائو در مورد شکست خود در صخره سرخ نشان می‌دهد که او اقدامات و بدبختی‌های خود را مسئول شکست می‌دانست نه استراتژی‌هایی که توسط دشمنش در طول نبرد استفاده می‌شد: "تنها به دلیل بیماری بود که کشتی‌هایم را سوزاند و عقب‌نشینی کرد. 

## موقعیت نبرد

سه مکان احتمالی برای نبرد صخره های سرخ در احتمال چهارم، محلی نامشخص در شهرستان جیایو، پایین رودخانه (شمال شرقی) شهر چیبی است.

مکان دقیق میدان نبرد صخره‌های سرخ هرگز به‌طور قطعی مشخص نشده است و مدت‌ها موضوع بحث‌های عمومی و دانشگاهی بوده است.  محققان حداقل ۱۳۵۰ سال در این موضوع بحث کرده‌اند،  با بسیاری از سایت‌ها که استدلال‌هایی به نفع خود ارائه کرده‌اند. دلایل روشنی برای رد برخی از این پیشنهادها وجود دارد. به‌طور کلی، چهار مکان هنوز مورد حمایت قرار می‌گیرند. به گفته ژانگ، بسیاری از بحث‌های کنونی از این واقعیت ناشی می‌شود که مسیر و طول یانگ تسه بین وولی و ووهان از زمان سلسله‌های سوئی و تانگ تغییر کرده است.  بحث مدرن همچنین با این واقعیت پیچیده است که نام برخی از مکان‌های کلیدی در طول قرن‌های بعد تغییر کرده است. به عنوان مثال، شهرستان هوارونگ مدرن در هونان، در جنوب یانگ تسه واقع شده است، اما در قرن سوم، شهر به این نام در شرق جیانگلینگ، به‌طور قابل توجهی در شمال یانگ تسه قرار داشت.  پوکی (蒲圻)، یکی از مکان‌های کاندید، در سال ۱۹۹۸ به " شهر چیبی " در تلاشی برای تشویق گردشگری محلی تغییر نام داد. 
سوابق تاریخی حاکی از آن است که نیروهای سائو سائو پس از درگیری اولیه در صخره‌های سرخ، که محل نبرد را به صراحت در کرانه جنوبی یانگ تسه قرار می‌دهد، در سراسر یانگ تسه به سمت شمال عقب‌نشینی کردند. به همین دلیل، تعدادی از محوطه‌های کرانه شمالی توسط مورخان و جغرافی دانان تخفیف داده شده است. گزارش‌های تاریخی همچنین مرزهای شرقی و غربی را برای قسمتی از یانگ تسه تعیین می‌کنند که همه مکان‌های ممکن برای میدان جنگ را در بر می‌گیرد. نیروهای متفقین از فانکو یا شیاکو در بالادست حرکت کردند. از آنجایی که یانگ تسه تقریباً به سمت شرق به سمت اقیانوس با پیچ و خم‌های شمال شرقی و جنوب شرقی جریان دارد، صخره‌های سرخ حداقل باید در غرب فانکو قرار داشته باشند که در پایین دست دورتر است. غربی‌ترین مرز نیز مشخص است زیرا پیشروی شرقی سائو سائو از جیانگ‌لینگ شامل عبور از باکیو، نزدیک یویانگ امروزی، هونان، در ساحل دریاچه دونگ‌تینگ بود. نبرد باید در پایین دست (یعنی شمال شرقی) آن مکان نیز بوده باشد. 

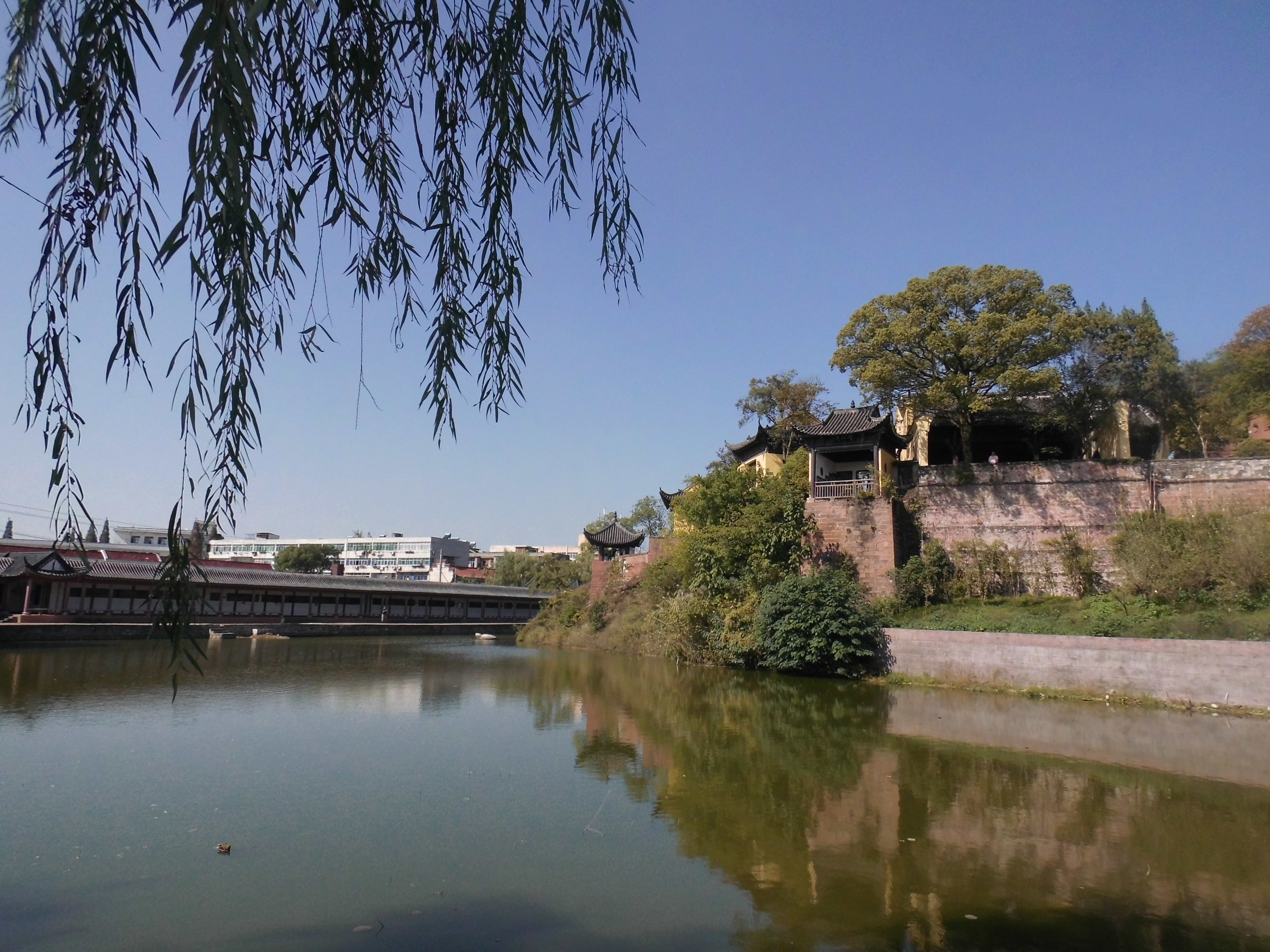
صخره‌های سرخ سو دانگپو در هوانگژو

یکی از نامزدهای محبوب برای مکان نبرد تپه چیبی در هوانگژو است که گاهی به عنوان "صخره‌های قرمز سو دانگپو " یا "صخره‌های سرخ ادبی" (文赤壁) شناخته می‌شود.  این حدس عمدتاً از شعر معروف قرن یازدهم " اولین قصیده بر صخره‌های سرخ " ناشی می‌شود که تپه هوانگژو را به عنوان محل وقوع نبرد معرفی می‌کند. نام این صخره «چیبی» است، اگرچه با نویسه دوم متفاوت نوشته شده است (赤鼻; ' صخره سرخ'). تلفظ همزمان این دو نام نیز متفاوت بود که با تلفظ متمایز آنها در بسیاری از لهجه‌های غیر ماندارینی منعکس می‌شود. در نتیجه، تقریباً همه دانشمندان این ارتباط را رد کرده‌اند. این سایت همچنین در کرانه شمالی یانگ تسه قرار دارد و مستقیماً در مقابل فانکو قرار دارد، نه در بالادست آن.  علاوه بر این، اگر نیروهای متحد سون-لیو از ژیاکو به جای فانکو خارج شوند، همان‌طور که قدیمی‌ترین منابع تاریخی نشان می‌دهند، تپه در هوانگژو از نقطه عزیمت به پایین دست ، احتمالی که نمی‌توان با آن منابع تاریخی تطبیق داد. 
شهر چیبی، که قبلاً پوکی نام داشت، احتمالاً پذیرفته شده‌ترین گزینه است. برای تمایز از سایت سو، این سایت به عنوان «صخره‌های قرمز نظامی» (武赤壁) نیز شناخته می‌شود.  این دقیقاً در سراسر یانگ تسه از وولین است. این استدلال اولین بار در اوایل سلسله تانگ مطرح شد. همچنین شخصیت‌هایی در صخره‌ها حک شده‌اند (تصویر بالای این صفحه را ببینید)، که نشان می‌دهد این محل نبرد بوده است. منشأ این حکاکی را می‌توان بین دودمان تانگ و سونگ دانست که قدمت آن را حداقل ۱۰۰۰ سال نشان می‌دهد. 
برخی منابع از کرانه‌های جنوبی یانگ تسه در شهرستان جیایو (嘉鱼县) در شهر سطح استان شیانینگ در هوبی به عنوان مکان احتمالی یاد می‌کنند. این امر میدان نبرد را در پایین دست شهر چیبی قرار می‌دهد، دیدگاهی که توسط محققان تاریخ چین که پیرو شوی جینگ ژو هستند، مانند د کرسپینی و ژو دونگرون پشتیبانی می‌شود 
گزینه دیگر ووهان است که در محل تلاقی یانگ تسه با رودخانه هان قرار دارد. در شرق وولین و جیایو و همچنین شهر چیبی در ساحل مقابل قرار دارد. این کلان‌شهر با پیوستن به سه شهر ووچانگ، هانکو و هانیانگ ادغام شد. یک باور محلی در ووهان وجود دارد که نبرد در محل تلاقی رودخانه‌ها، در جنوب غربی شهر سابق ووچانگ، که اکنون بخشی از ووهان است، انجام شده است.  ژانگ ادعا می‌کند که میدان نبرد چیبی در میان مجموعه ای از تپه‌ها در ووچانگ بود که در دهه ۱۹۳۰ تسطیح شد تا سنگ آنها به عنوان ماده خام مورد استفاده قرار گیرد.  توپوگرافی محلی عرض یانگ تسه را با حاشیه قابل توجهی کاهش می‌دهد و منطقه ووهان از نظر استراتژیک مهم بود.  ژانگ با استناد به چندین مطالعه تاریخی-جغرافیایی نشان می‌دهد که گزارش‌های قبلی میدان جنگ را در ووچانگ قرار می‌دهند. 
1. ↑  Farmer (2019), p. 69.
2. ↑  de Crespigny (2007), p. 538.
3. 1 2 3  de Crespigny (2010), pp. 183–184.
4. 1 2 3 4 5 6 7 8 9 10 11  de Crespigny (1990).
5. 1 2  Sima & de Crespigny (1969).
6. 1 2 3 4 5
7. 1 2  de Crespigny (2003).
8. 1 2  de Crespigny (2007).
9. ↑  de Crespigny (1990), p. 248.
10. ↑  Zhang (2006), pp. 231–234.
11. 1 2  Sima & de Crespigny 1996.
12. 1 2 3  de Crespigny (2010).
13. 1 2 3  Eikenberry (1994).
14. 1 2  de Crespigny (1990), p. 265.
15. ↑  Zhang (2006), p. 218.
16. ↑  de Crespigny (1990), pp. 266–268.
17. ↑  de Crespigny (1990), p. 268.
18. 1 2 3 4  Chen (c. 280).
19. ↑  Military Documents (1979).
20. ↑  Zhang (2006), pp. 215–216.
21. 1 2 3 4 5 6 7  Zhang (2006).
22. ↑  关于湖北省蒲圻市更名为赤壁市的批复 [Regarding the approval of Puqi City, Hunan Province, changing its name to Chibi City] (PDF). Zhonghua Renmin Gongheguo Guowuyuan Gongbao. Vol. 1998, no. 19. State Council of the People's Republic of China. 11 June 1998. p. 784. ISSN 1004-3438.
23. 1 2  Tian (2018).
24. ↑  Zhang (2006), p. 217.
25. ↑  Fitzgerald (1985).